# クロチルサリン
クロチルサリン（Crotylsarin）は、有機リン化合物で神経ガスの一種。別称はCRS。